# Tachyoryctes annectens
Tachyoryctes annectens é uma espécie de roedor da família Spalacidae. Endêmico do sudoeste do Quênia, é conhecido apenas da vizinhança da localização-tipo: Mianzini, a leste do Lago Naivasha.